# Phare des îles Huron

Le phare des îles Huron (en anglais : Huron Island Light), est un phare du lac Supérieur situé sur l'une des îles Huron près de Big Bay, dans le comté de Marquette, Michigan. Il fait partie du Huron National Wildlife Refuge géré par l'United States Fish and Wildlife Service regroupant .
Ce phare est inscrit au Registre national des lieux historiques depuis le 2 septembre 1975 sous le n° 75000955.

## Historique
À partir du milieu du XIXe siècle, avec le boom du cuivre dans la péninsule de Keweenaw, les îles Huron constituaient un danger pour la navigation des navires qui longeaient la côte de/vers le chenal de Keweenaw Waterway (en).
En 1860, le bateau à roues à aubes SS Arctic a heurté l'îlot à extrême est des îles Huron. Le navire a été perdu, mais les passagers, l'équipage et le bétail ont été évacués sur l'île encore connue sous le nom de Cattle Island à cause des bêtes abandonnées. La mise en place d'un feu aux îles Huron devenait nécessaire.
En 1867, le Congrès a affecté les fonds pour la construction d'un phare dans les îles Huron. L'équipe d'enquête a choisi le point le plus élevé de Lighthouse Island, l'île la plus à l'ouest du groupe comme emplacement pour la lumière. À l'exception du phare de Grand Island North, il s'agit du plan focal le plus élevé de l'ouest des Grands Lacs. Le phare a été construit en 1868, avec un bécosse, une réserve à carburant, un quai à bateau et un petit transport sur rail, et il a été mis en service le 20 octobre 1868.
En 1881, deux bâtiments de signalisation de brouillard ont été construits à environ 800 mètres de là. À l'origine à vapeur, les sifflets à vapeur ont été convertis en diaphones. Des améliorations ont été apportées en 1887, puis à nouveau en 1891 pour réparer les dommages causés par un coup de foudre. La lumière a été améliorée en vapeur d'huile incandescente en 1912, et dans les années 1930, la station entière a été électrifiée. En 1961, un nouveau bâtiment d'hébergement a été construit et une lumière à énergie solaire a été installée. Le phare a été automatisé en 1972. En 2006, le toit de la structure a été remplacé. La lumière d'origine était une lanterne en fonte décagonale avec une lentille de Fresnel d'ordre 3½ qui, après restauration, est exposée au Marquette Maritime Museum 
Un groupe privé, la Huron Island Lighthouse Preservation Association, de L'Anse, a été créé dans le but de sauver le phare.

## Description
Le phare  est une tour carrée en granit de 12 m de haut, avec une galerie et une lanterne, attenante à une maison de gardien en granit de deux étages. Le phare est non peint et la lanterne est blanche avec un toit noir.
Il émet, à une hauteur focale de 60 m, un éclat blanc par période de 10 secondes. Sa portée est de 17 milles nautiques (environ 31 km

Identifiant : ARLHS : USA-395 ; USCG : 7-14730 .

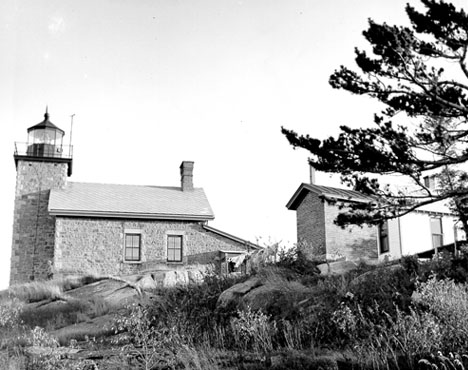
Le phare (photo USCG)
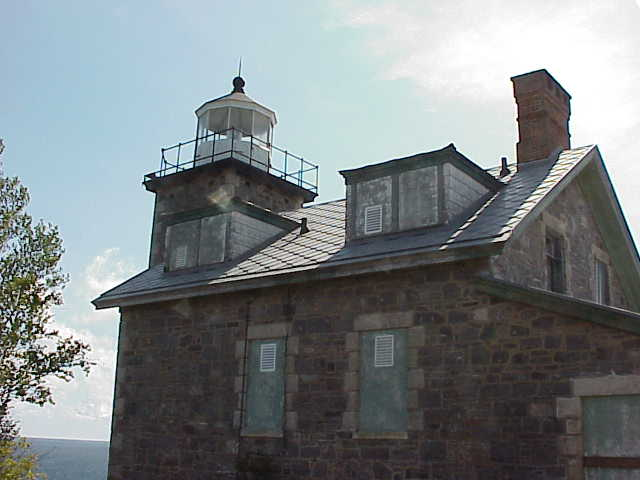
Le phare (en 2012)
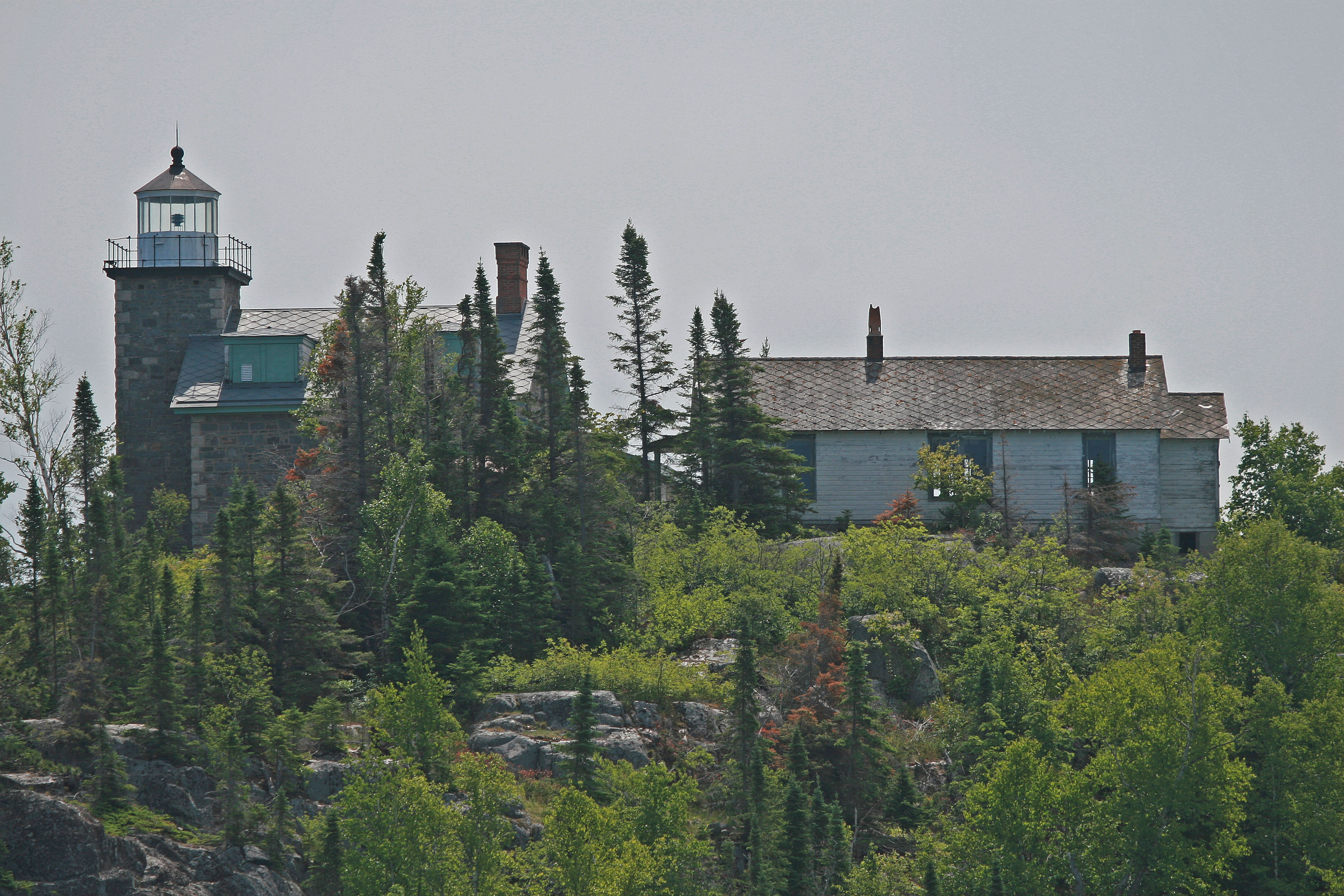
Le phare

### Lien connexe
- Liste des phares au Michigan